# NGC 3184
NGC 3184 is een balkspiraalstelsel in het sterrenbeeld Grote Beer. Het hemelobject werd op 18 maart 1787 ontdekt door de Duits-Britse astronoom William Herschel.

## Tania Australis
Vanaf de aarde gezien bevindt het stelsel NGC 3184 zich iets minder dan een graad ten westen van de ster Tania Australis (Mu Ursae Majoris / 34 Ursae Majoris). Amateurastronomen, gewapend met telescopen, kunnen Tania Australis aanwenden als gidsster om op zoek te gaan naar NGC 3184. Iets minder dan een halve graad ten zuiden van NGC 3184 is het stelsel NGC 3179 te vinden.

## Synoniemen
- UGC 5557
- MCG 7-21-37
- ZWG 211.38
- KUG 1015+416
- PGC 30087